# Svart spottkobra
Svart spottkobra (Naja nigricollis) tillhör familjen giftsnokar och lever i fuktiga områden i Afrika. Ormen kan bli cirka 2 meter lång och har ett farligt gift.
Utmärkande för spottkobran är förmåga att spotta ut ett giftigt sekret och träffa ett mål på några meters håll.
Utbredningsområdet ligger söder om Sahara och sträcker sig söderut till Angola, Zambia, Malawi och södra Tanzania. Arten saknas i Kongobäckenet. Den lever i låglandet och i bergstrakter upp till 1700 meter över havet. Habitatet utgörs av savanner, öppna skogar och odlingsmark. Individerna besöker hus för att fånga höns. De har dessutom groddjur, ödlor och gnagare som föda. Svart spottkobra är nattaktiv. Honor lägger 8 till 22 ägg.
För beståndet är inga hot kända. IUCN listar arten som livskraftig (LC).